# Zakia Meghji
Zakia Hamdani Meghji, née le 31 décembre 1946, est une femme politique tanzanienne. Elle est la première femme à occuper une fonction ministérielle dans son pays.

## Biographie

### Enfance, éducation et débuts
Zakia Meghji naît le 31 décembre 1946.

### Carrière
De 1997 à 2005, elle est ministre des Ressources naturelles et du Tourisme,.
Elle exerce les fonctions de ministre des Finances de 2006 à 2008. 